# 15 de dezembro
15 de dezembro é o 349.º dia do ano no calendário gregoriano (350.º em anos bissextos). Faltam 16 dias para acabar o ano.

## Eventos históricos

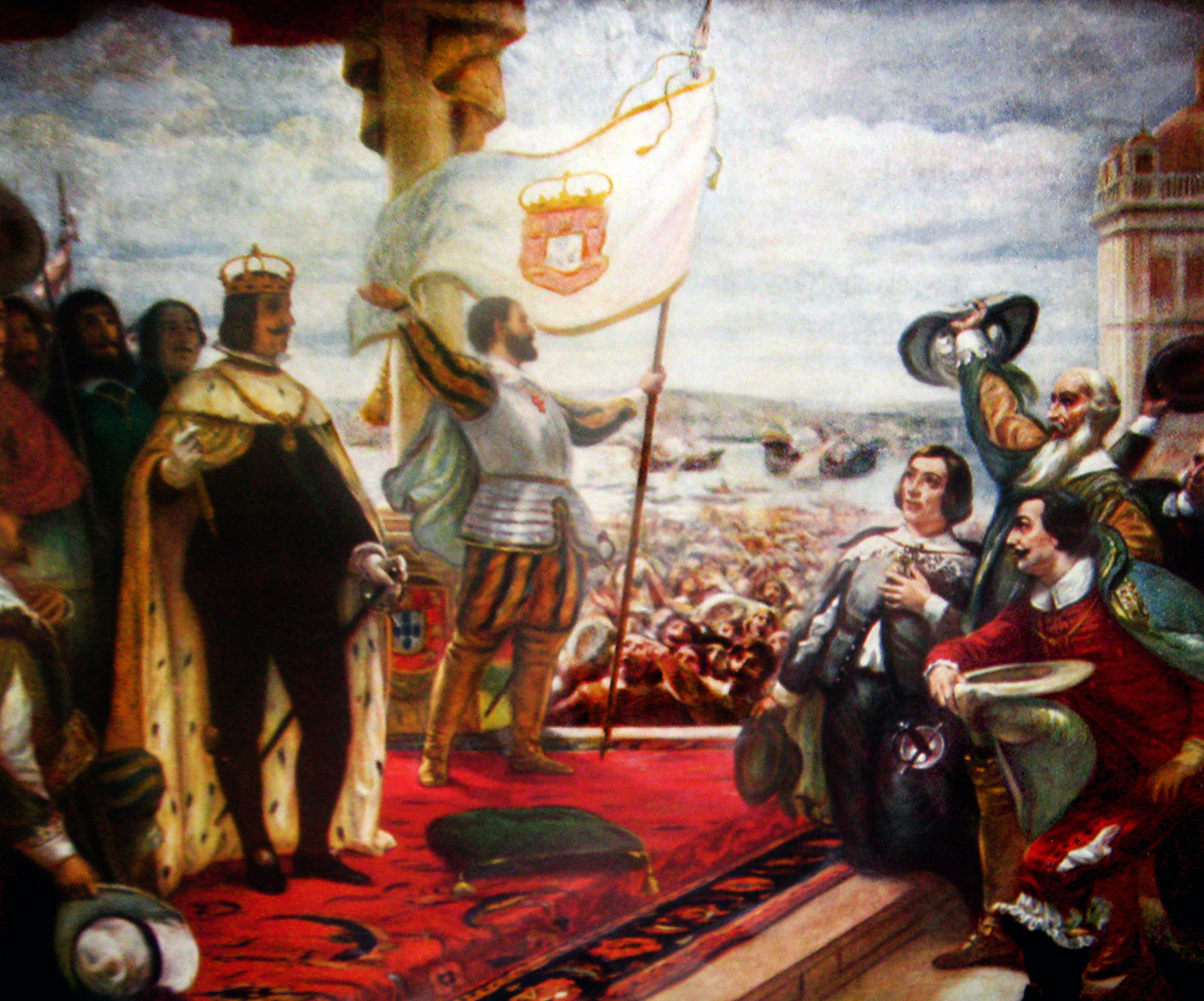
1640: João IV é coroado Rei de Portugal.

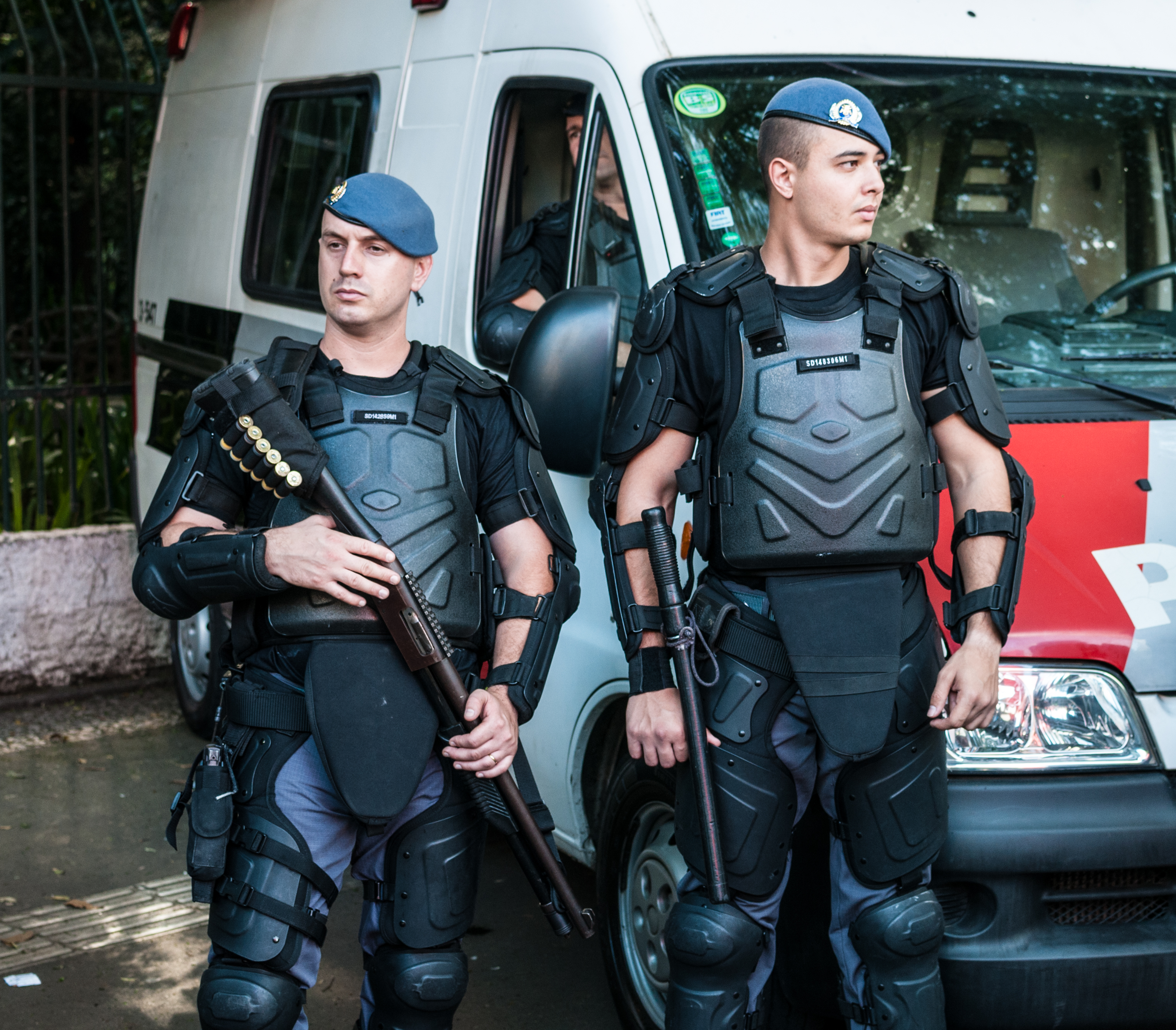
1831: Fundação do Corpo de Municipais Permanentes.

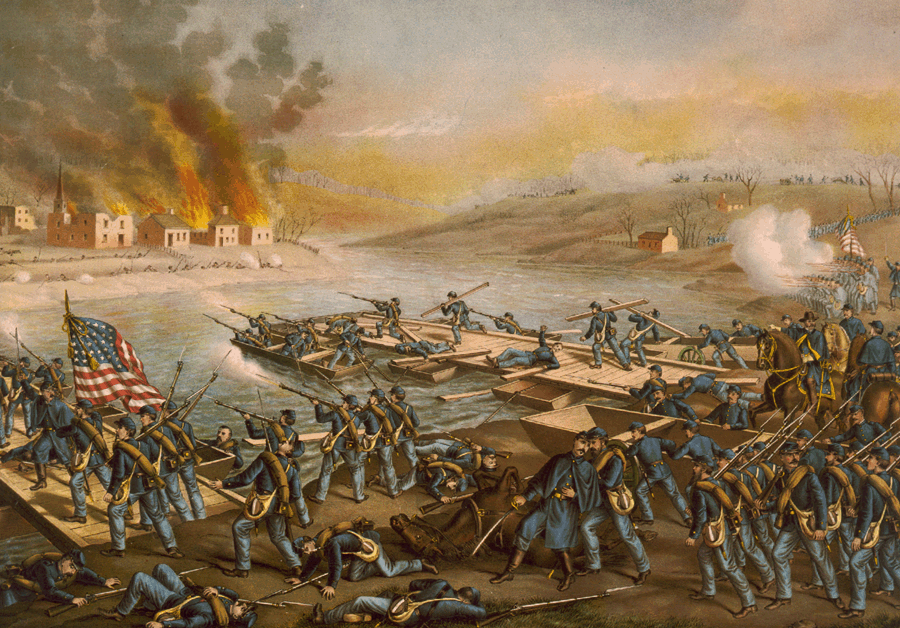
1862: Fim da Batalha de Fredericksburg.

- 0384 — É eleito o Papa Sirício, 38º papa, que sucedeu ao Papa Dâmaso I.
- 0533 — Guerra Vândala: o general bizantino Belisário derrota os vândalos, comandados pelo rei Gelimero, na Batalha de Tricamaro.
- 0687 — É eleito o Papa Sérgio I, 84º papa, que sucedeu ao Papa Cónon.
- 1025 — Constantino VIII, torna-se o único imperador do Império Bizantino, 63 anos depois de ser coroado co-imperador.
- 1161 — Guerras Jin–Sung: oficiais militares conspiram contra o imperador Wanyan Liang da dinastia Jin da China depois de uma derrota militar na Batalha de Caishi e assassinam o imperador em seu acampamento.
- 1256 — As forças mongóis sob o comando de Hulagu Cã entram e destroem a fortaleza da Ordem dos Assassinos no Castelo de Alamute (atualmente no Irã) como parte de sua ofensiva no sudoeste islâmico da Ásia.
- 1640 — João IV é coroado rei de Portugal na restauração do trono contra o domínio espanhol e a União Ibérica.
- 1745 — Na Batalha de Kesselsdorf na Segunda Guerra da Silésia, as tropas prussianas da Velha Dessau, triunfam sobre a Áustria e Inglaterra sobre o comando de Rutowski. Os vencedores chegam em Dresden dois dias depois.
- 1791 — Nos Estados Unidos a Carta dos Direitos entra oficialmente em vigor.
- 1806 — Napoleão Bonaparte invade Varsóvia, na Polônia.
- 1831 — Fundação do Corpo de Municipais Permanentes, futura Polícia Militar do Estado de São Paulo.
- 1840 — Os restos mortais de Napoleão Bonaparte são exposto no Palácio dos Inválidos de Paris.
- 1862 — Final da Batalha de Fredericksburg, na Guerra Civil Americana.
- 1869 — A República de Ezo, de curta duração, é proclamada na área de Ezo no Japão. É a primeira tentativa de estabelecer uma democracia no Japão.
- 1891 — James Naismith inventa o basquetebol.
- 1896 — Machado de Assis é proclamado 1.° presidente da Academia Brasileira de Letras.
- 1899 — As forças do Exército britânico são derrotadas na Batalha de Colenso em Natal, África do Sul, a terceira e última batalha travada durante a semana negra da Segunda Guerra dos Bôeres.[1]
- 1903 — O vendedor de carrinhos de comida ítalo-americano Italo Marchiony recebe uma patente nos Estados Unidos por inventar uma máquina que faz casquinhas de sorvete.[2]
- 1914 — Primeira Guerra Mundial: o exército sérvio recaptura Belgrado do invasor exército austro-húngaro.
- 1917 — Primeira Guerra Mundial: é assinado um armistício entre a Rússia e as Potências Centrais.
- 1918 — João do Canto e Castro, ministro da Marinha, é nomeado presidente interino do 16.º governo republicano, em substituição de Sidónio Pais assassinado no dia anterior.
- 1939 — E o Vento Levou tem sua estreia no Loew's Grand Theatre em Atlanta, Geórgia, Estados Unidos.
- 1941 — O Holocausto na Ucrânia: as tropas alemãs assassinam mais de 15 000 judeus em Drobytsky Yar, uma ravina a sudeste da cidade de Carcóvia.
- 1942
  - Segunda Guerra Mundial: Batalha do Monte Austen, batalha travada entre as Forças Militares dos Estados Unidos e do Império do Japão.
  - Segunda Guerra Mundial: início da Batalha do Monte Austen, do Cavalo Galopante e do Cavalo-marinho durante a Campanha de Guadalcanal.
- 1945 — Ocupação do Japão: O General Douglas MacArthur ordena que o Xintoísmo seja abolido no Japão.
- 1959 — Criada a SUDENE com o objetivo de promover o desenvolvimento dos estados do nordeste brasileiro, atualmente estendido à região conhecida como polígono das secas.
- 1960
  - Uma comissão, liderada por Oswaldo Cordeiro de Farias chegou ao Rio de Janeiro, trazendo corpos dos soldados brasileiros mortos, na segunda guerra mundial, exumados no cemitério na cidade de Pistoia, Itália.
  - O rei Mahendra do Nepal suspende a constituição do país, dissolve o parlamento, demite o gabinete e impõe o governo direto.
- 1961 — Adolf Eichmann é condenado à morte após ser considerado culpado por um tribunal israelense de 15 acusações criminais, incluindo acusações de crimes contra a humanidade, crimes contra o povo judeu e participação em uma organização ilegal.
- 1965 — Projeto Gemini: Gemini VI-A, com tripulação de Wally Schirra e Thomas Stafford, é lançada de Cabo Kennedy, na Flórida. Quatro órbitas depois, atinge o primeiro encontro espacial, com a Gemini VII.
- 1970
  - Fim das transmissões da TV Excelsior, às 17 h 56 min.
  - A sonda soviética Venera 7 pousa com sucesso em Vênus. É o primeiro pouso suave bem-sucedido em outro planeta.
- 1973
  - A Associação Americana de Psiquiatria vota 13-0 para remover a homossexualidade de sua lista oficial de transtorno mental, o DSM-II.
  - John Paul Getty III, neto do bilionário norte-americano J. Paul Getty, é encontrado vivo perto de Nápoles, na Itália, após ser sequestrado por uma gangue italiana em 10 de julho.
- 1976 — Samoa é admitida como Estado-Membro da ONU.
- 1978 — O presidente dos Estados Unidos, Jimmy Carter, anuncia que os Estados Unidos reconhecerão a República Popular da China e cortarão relações diplomáticas com a República da China (Taiwan).
- 1981 — Um carro-bomba suicida visando a embaixada iraquiana em Beirute, Líbano, destrói a embaixada e mata 61 pessoas, incluindo o embaixador do Iraque no Líbano. O ataque é considerado o primeiro atentado suicida moderno.
- 1994
  - A República de Palau é admitida como Estado-Membro da ONU.
  - Navegador web Netscape Navigator 1.0 é lançado.
- 2000 — O terceiro reator da Usina Nuclear de Chernobil é desligado.
- 2001 — A Torre Inclinada de Pisa reabre após 11 anos e US$ 27 000 000 gastos para estabilizá-la, sem consertar sua famosa inclinação.
- 2005 — Entra em serviço o Lockheed Martin F-22 Raptor na Força Aérea dos Estados Unidos.
- 2006
  - Inaugurado o Complexo Cultural da República João Herculino na Esplanada dos Ministérios, Brasília, desenhado por Oscar Niemeyer.
- 2008 — A Azul Linhas Aéreas faz seu voo inaugural, de Campinas, São Paulo a Salvador, Bahia
- 2011 — Após oito anos de ocupação, as tropas dos Estados Unidos deixam o território do Iraque.
- 2013 — A Guerra Civil Sul-Sudanesa começa quando os líderes da oposição, Dr. Riek Machar, Pagan Amum e Rebecca Nyandeng, votam para boicotar a reunião do Conselho de Libertação Nacional em Nyakuron.
- 2014 — Um atirador toma 18 reféns dentro de um café em Martin Place por 16 horas em Sydney. O autor do sequestro e dois reféns são mortos quando a polícia invade o café na manhã seguinte.

## Nascimentos

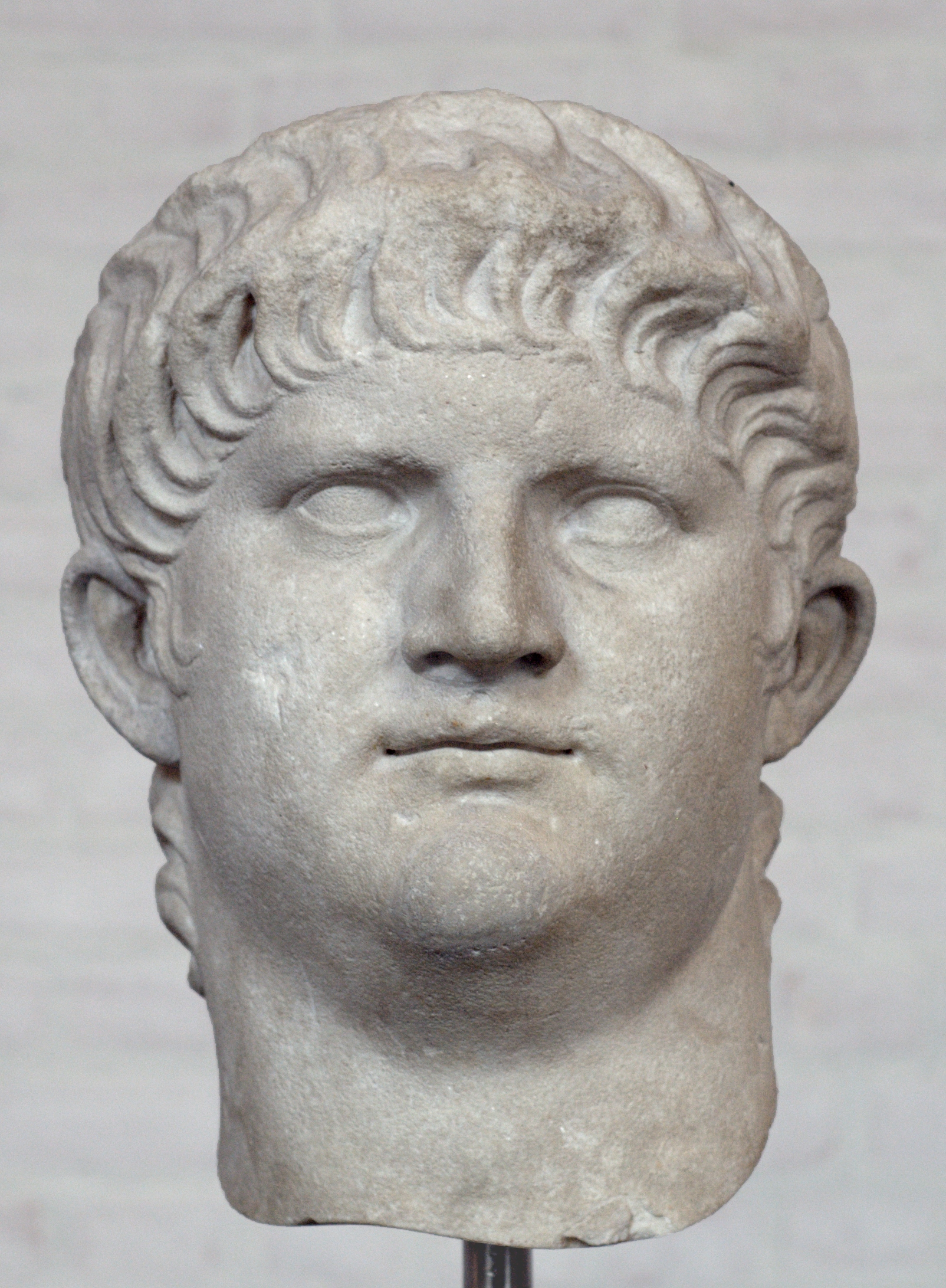
Nero

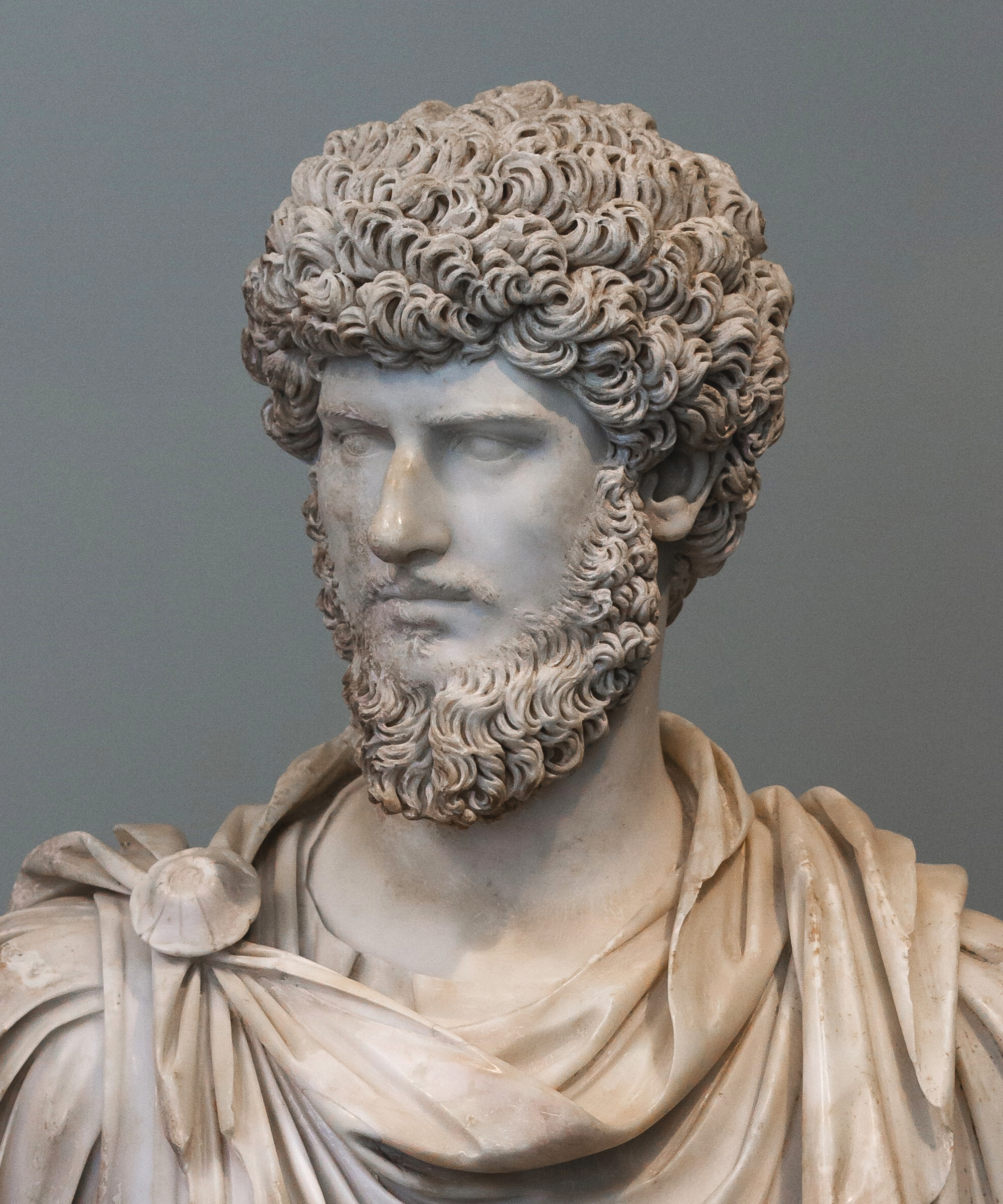
Lúcio Vero

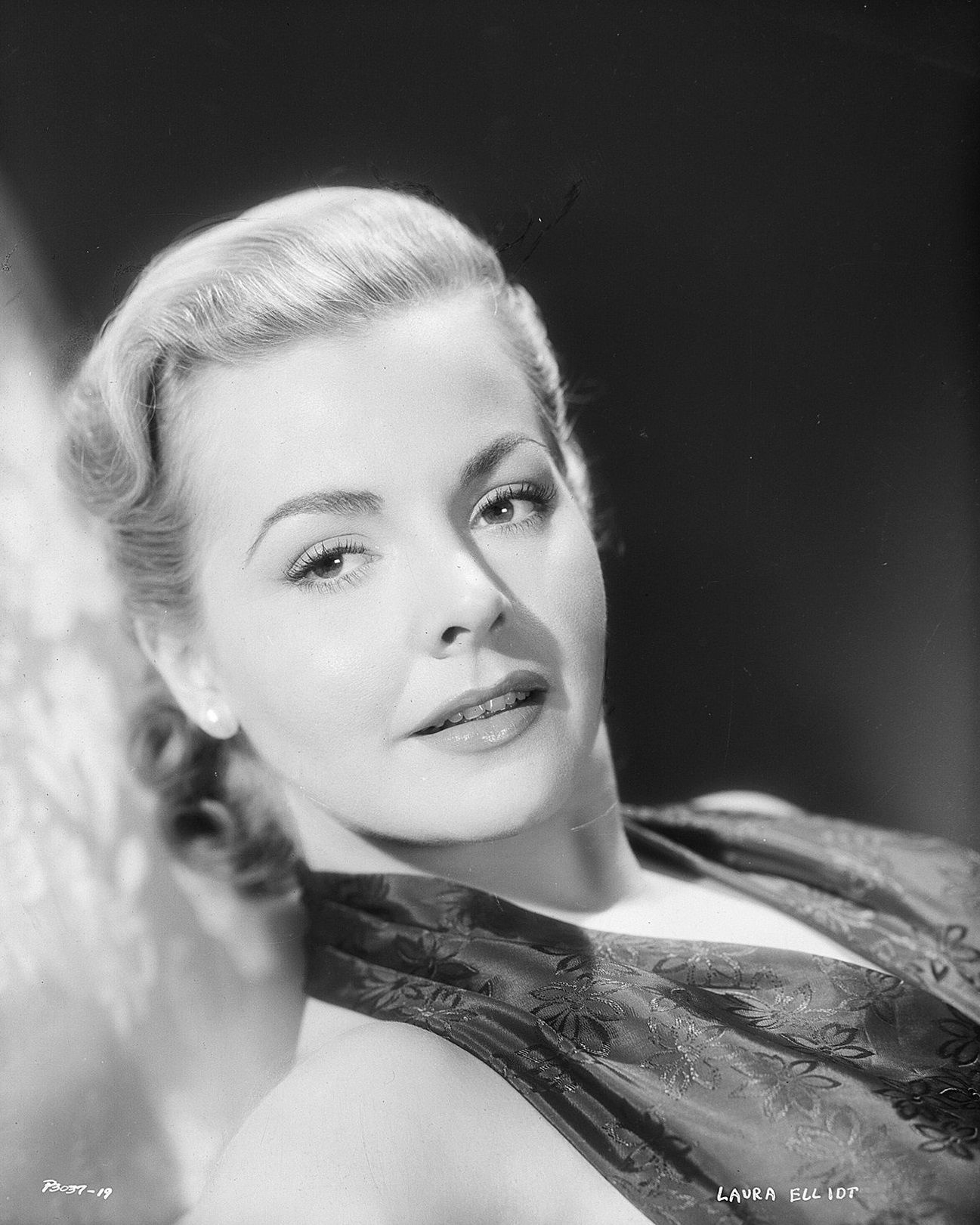
Kasey Rogers

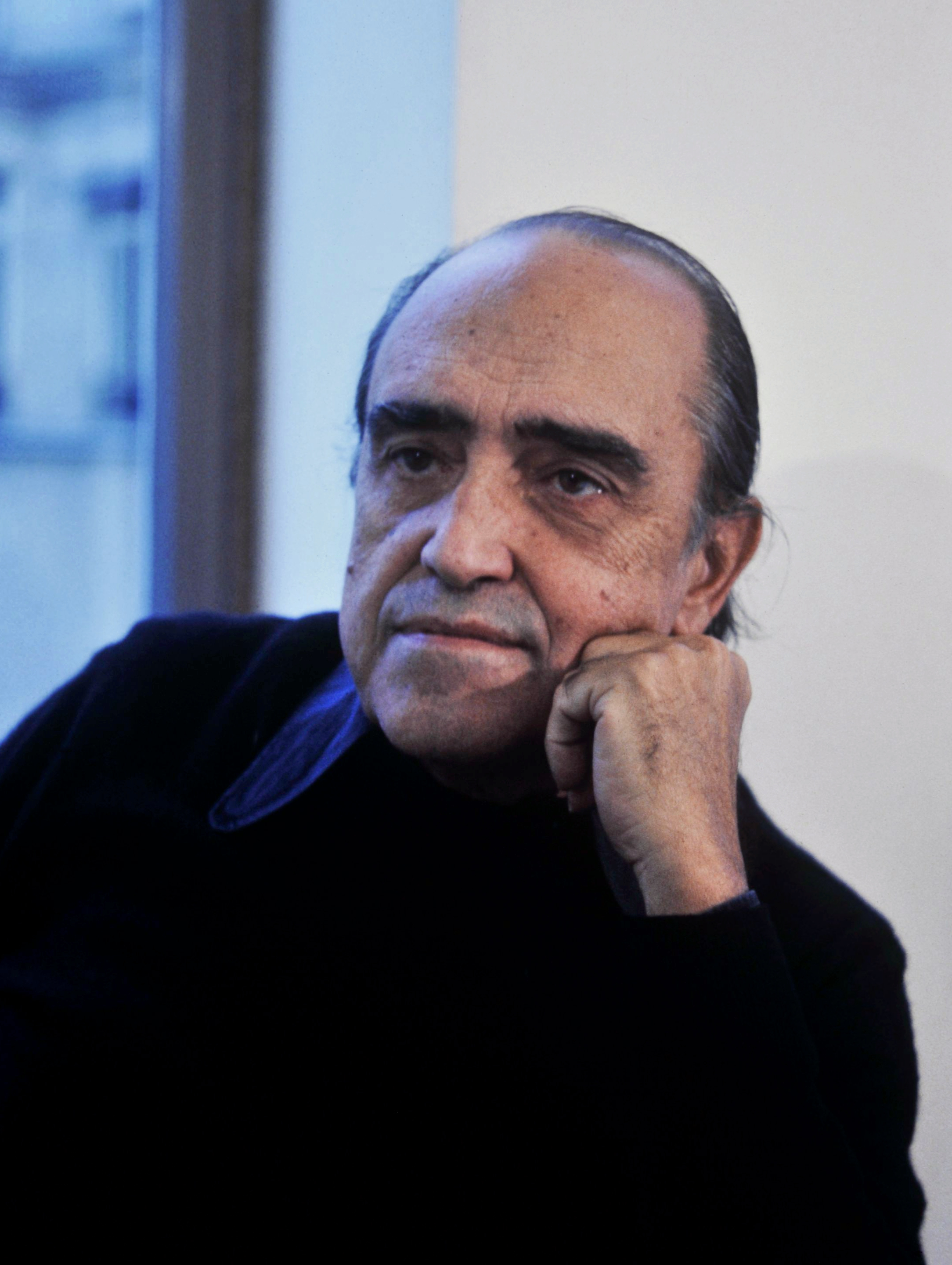
Oscar Niemeyer

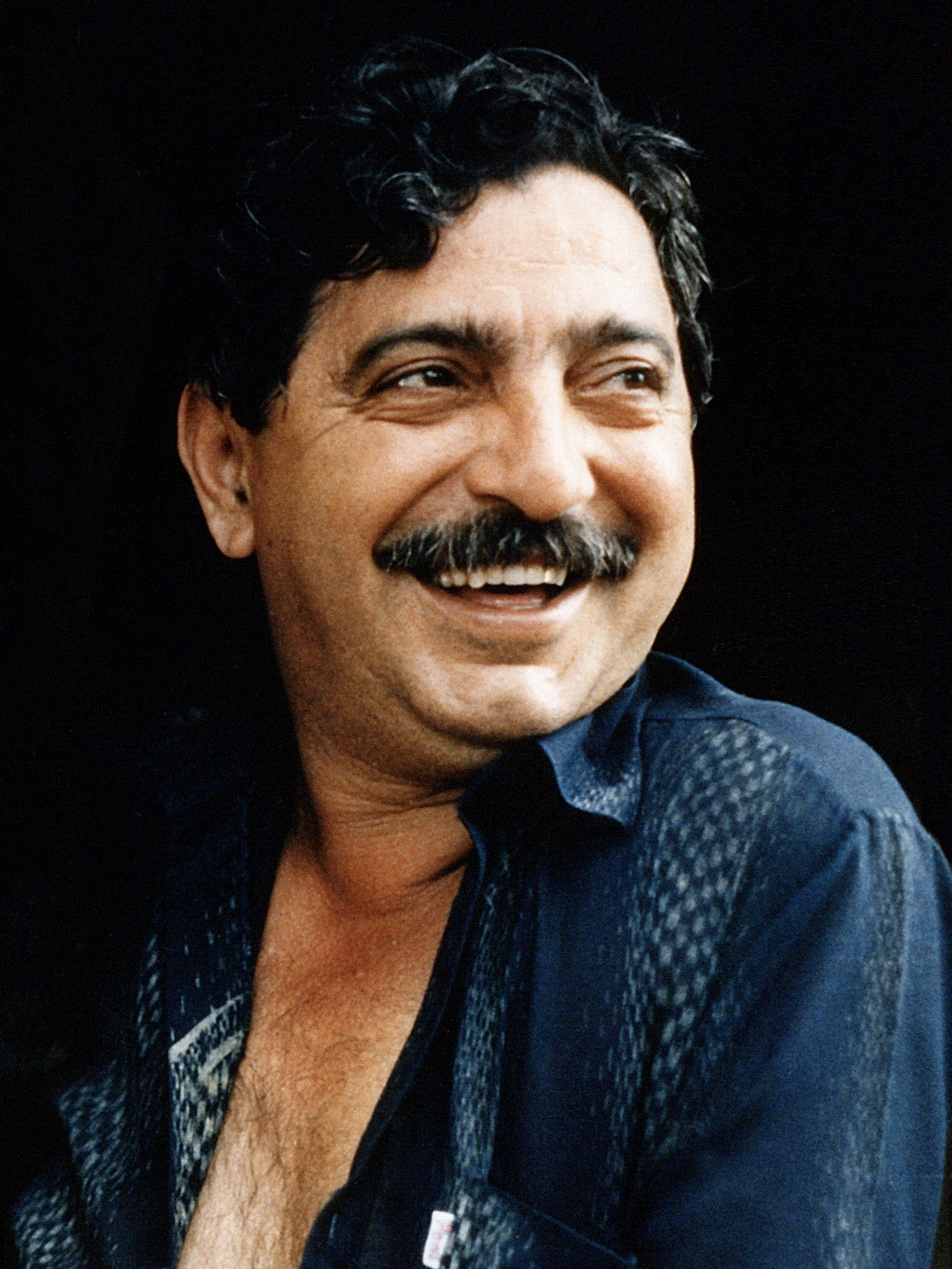
Chico Mendes

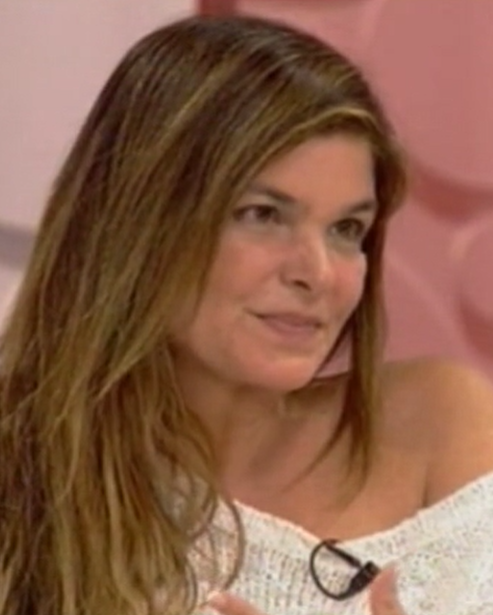
Cristiana Oliveira

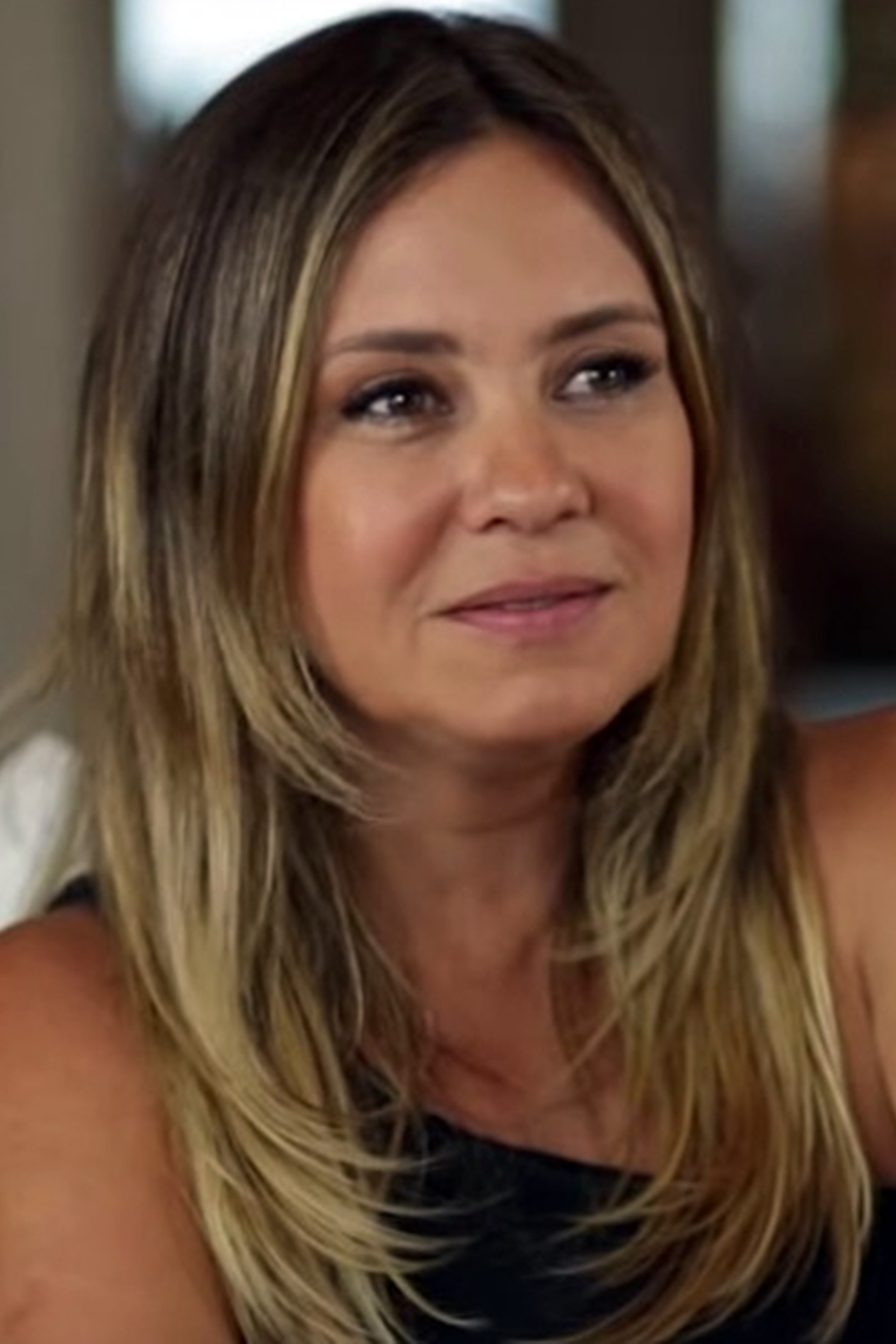
Adriana Esteves

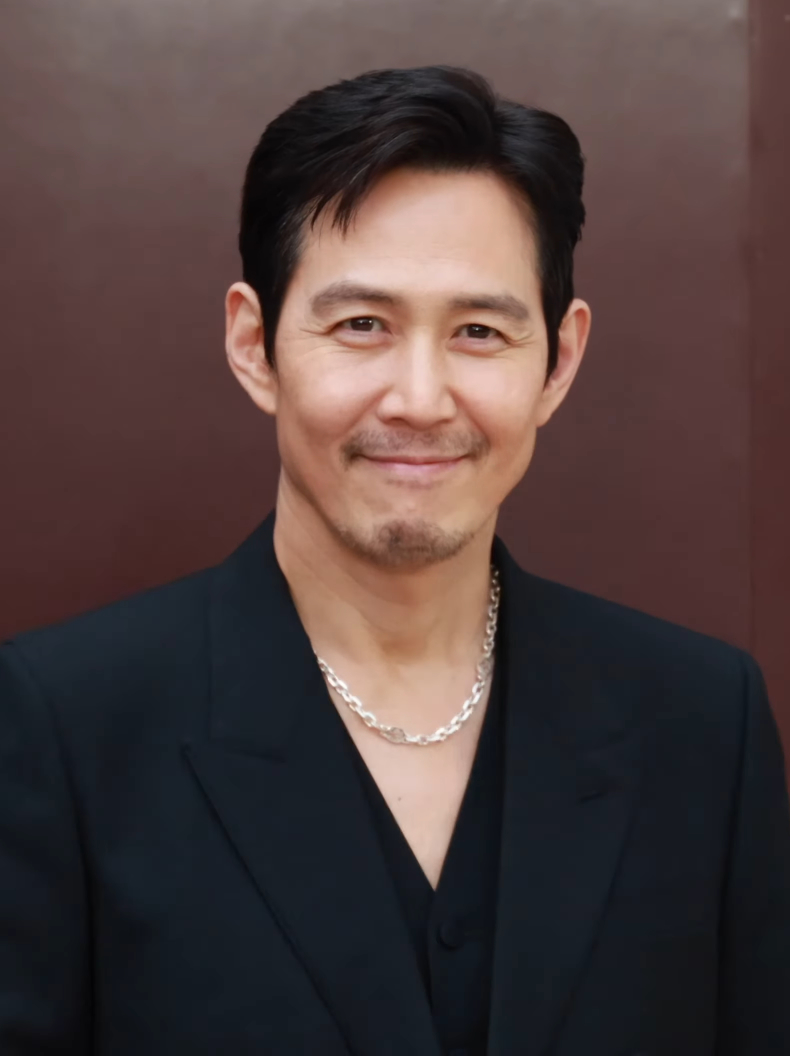
Lee Jung-jae

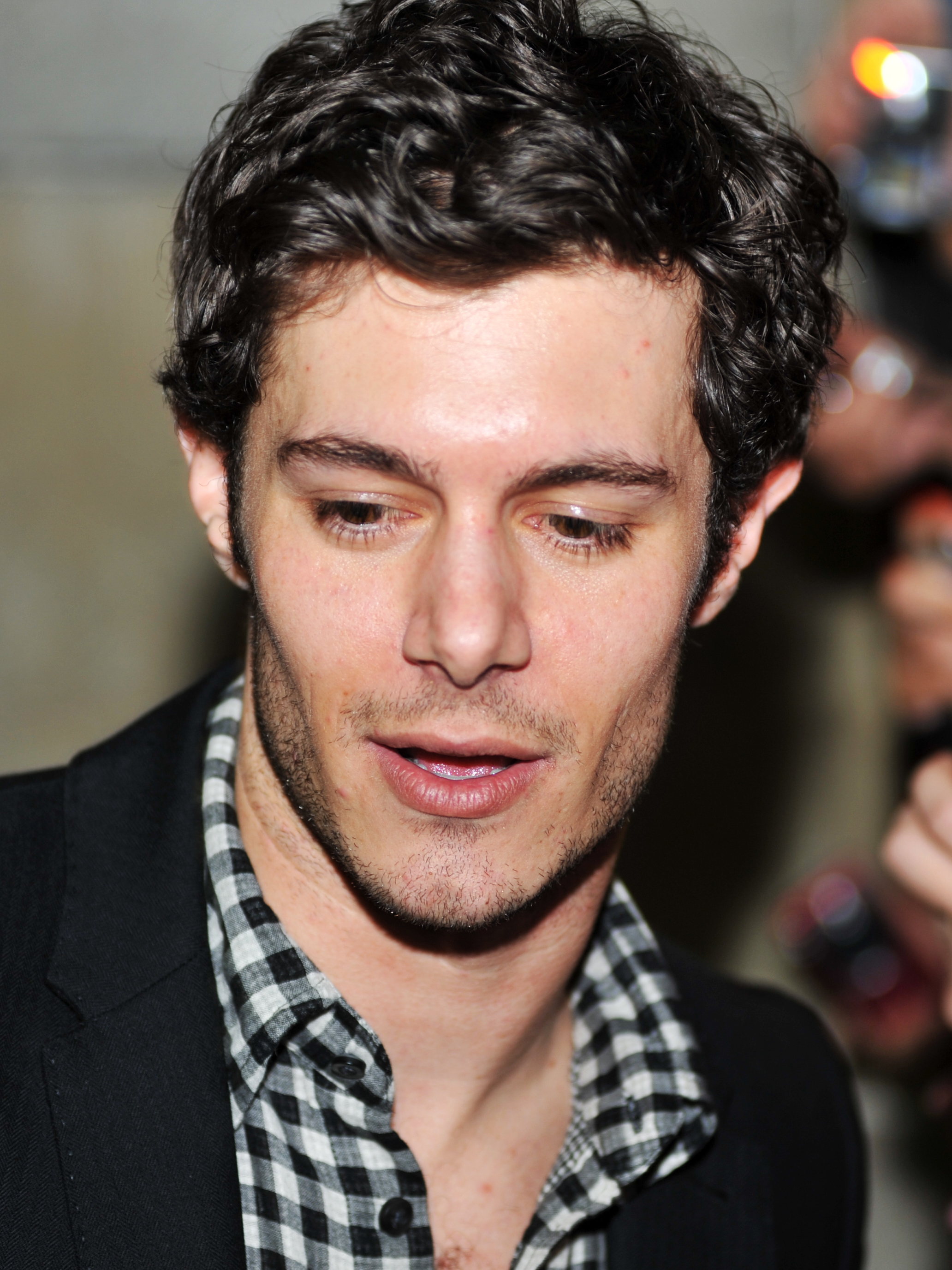
Adam Brody

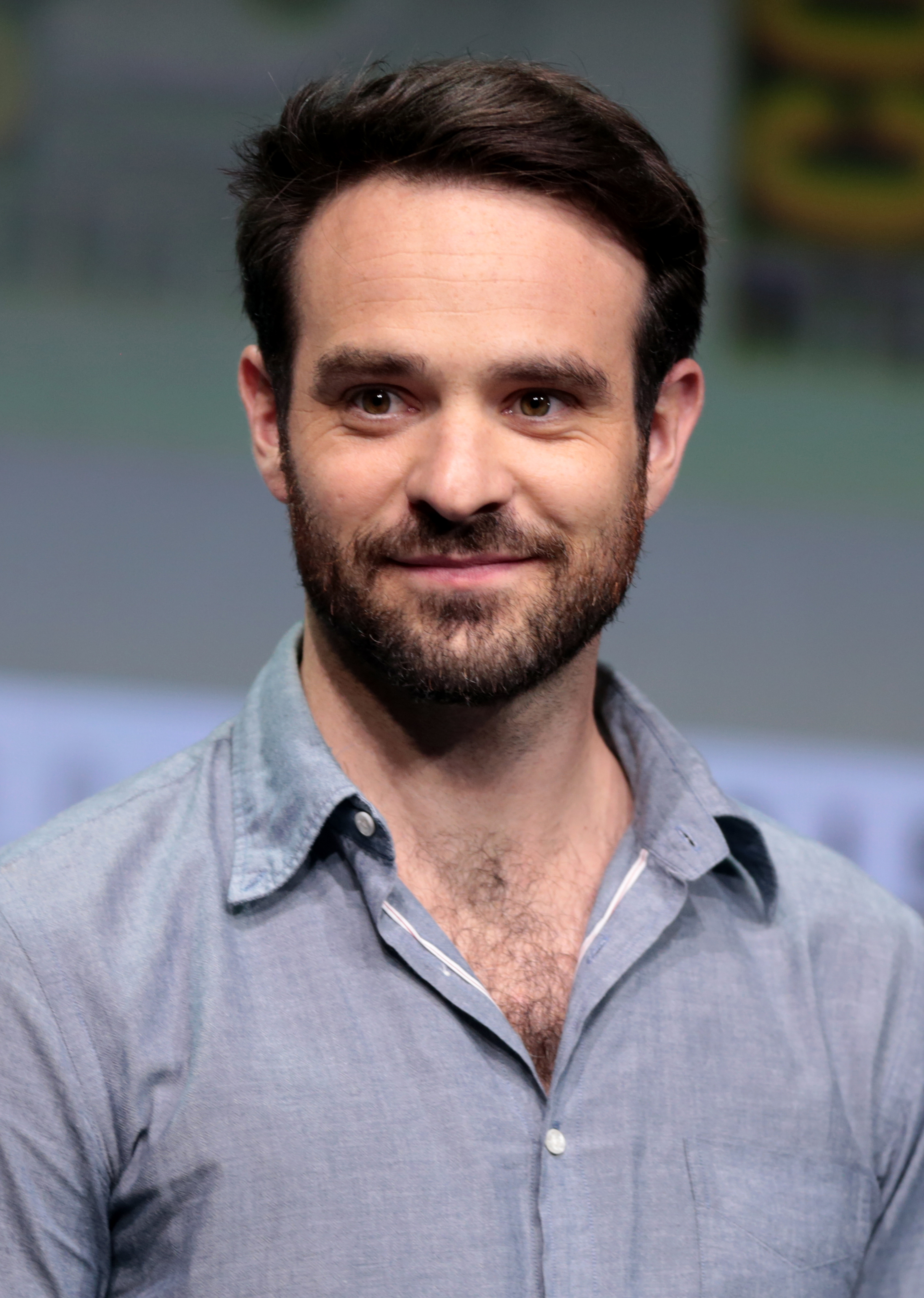
Charlie Cox

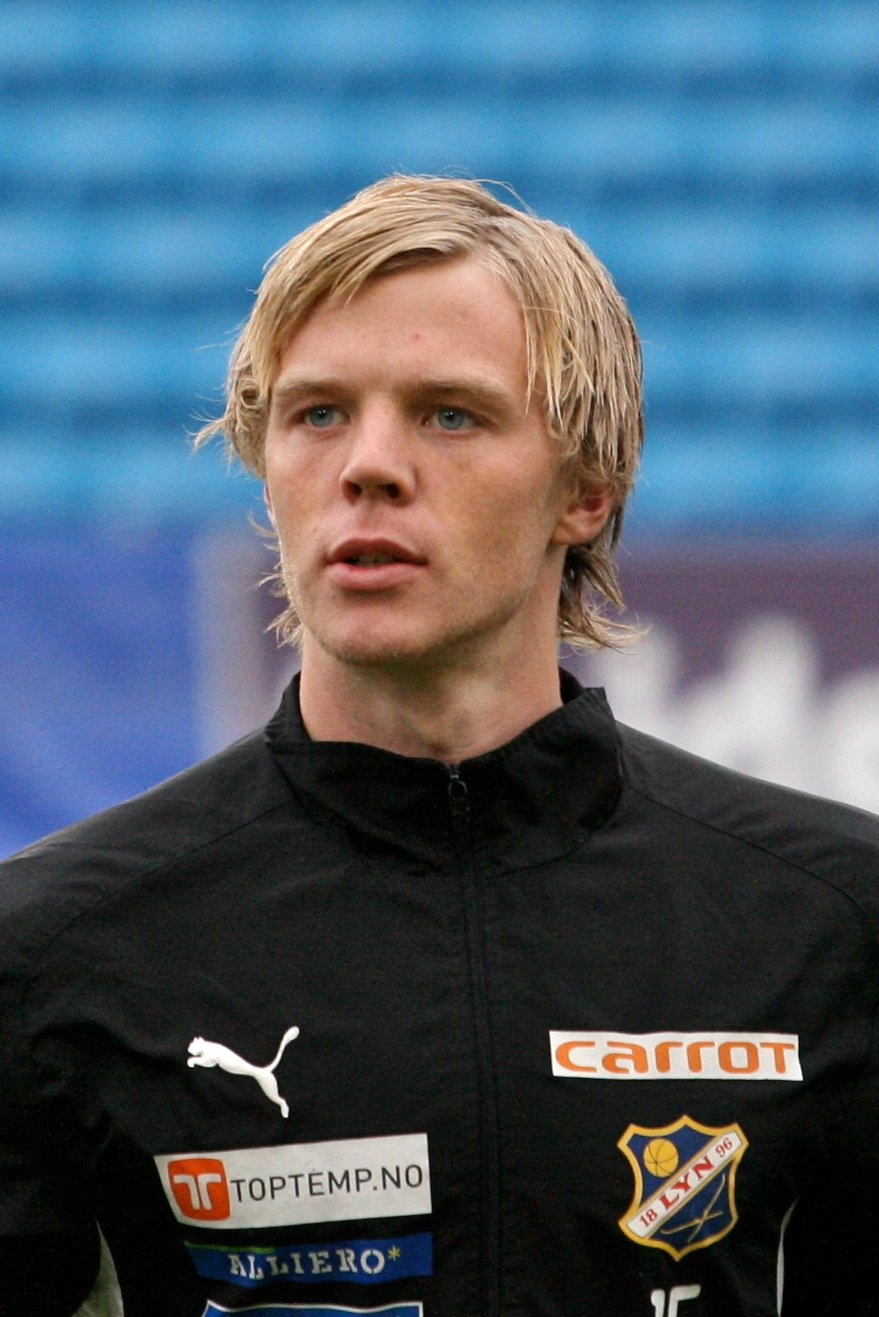
Erling Knudtzon

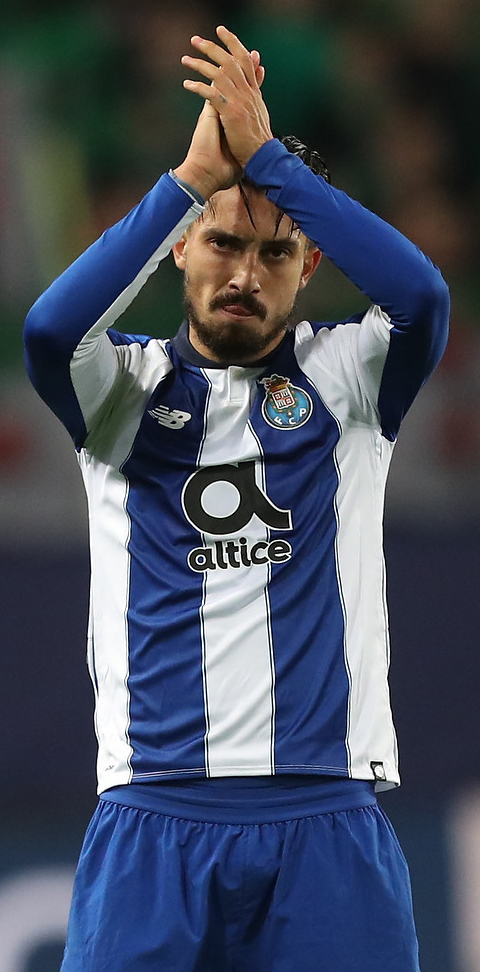
Alex Telles

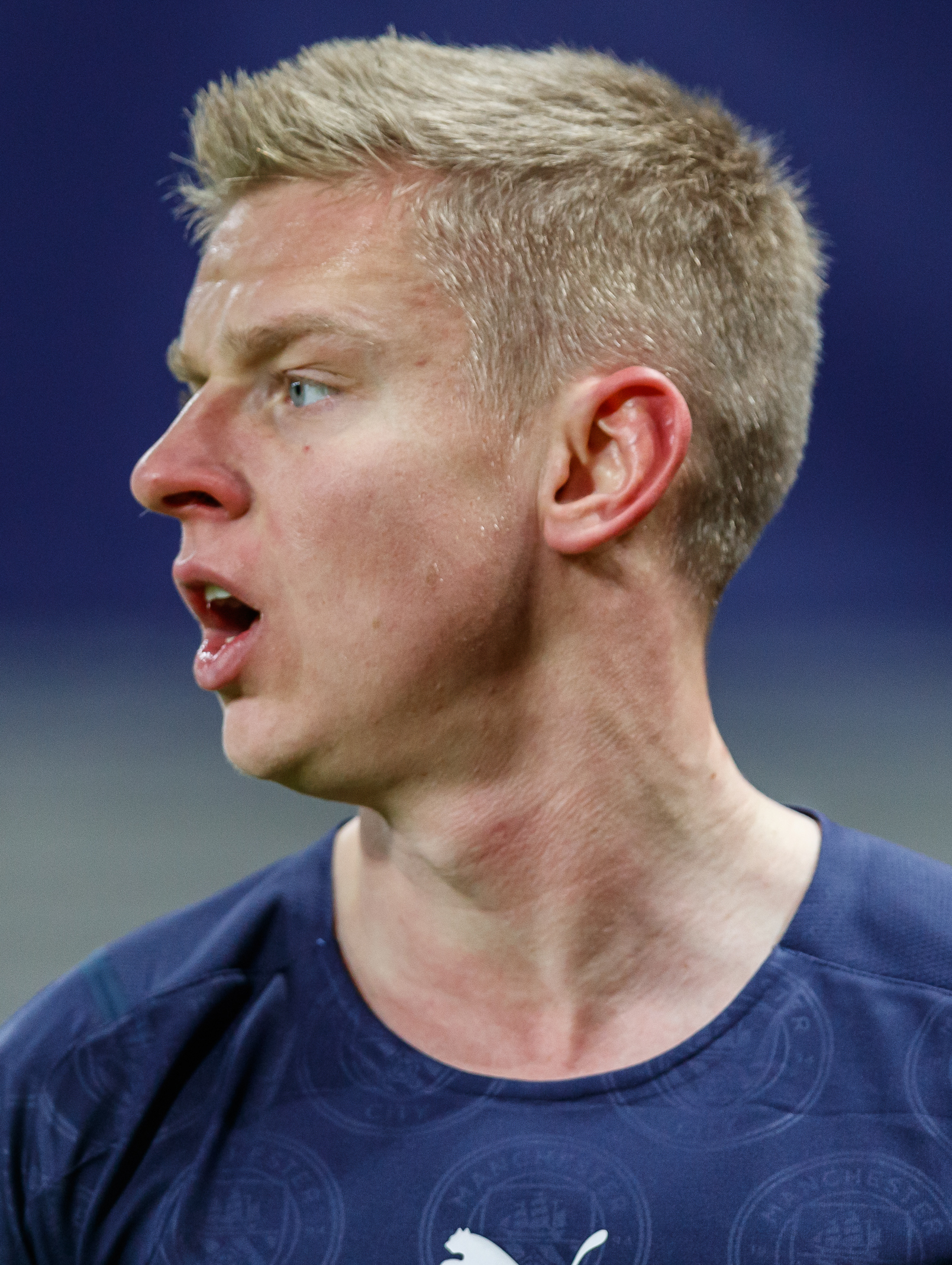
Oleksandr Zinchenko

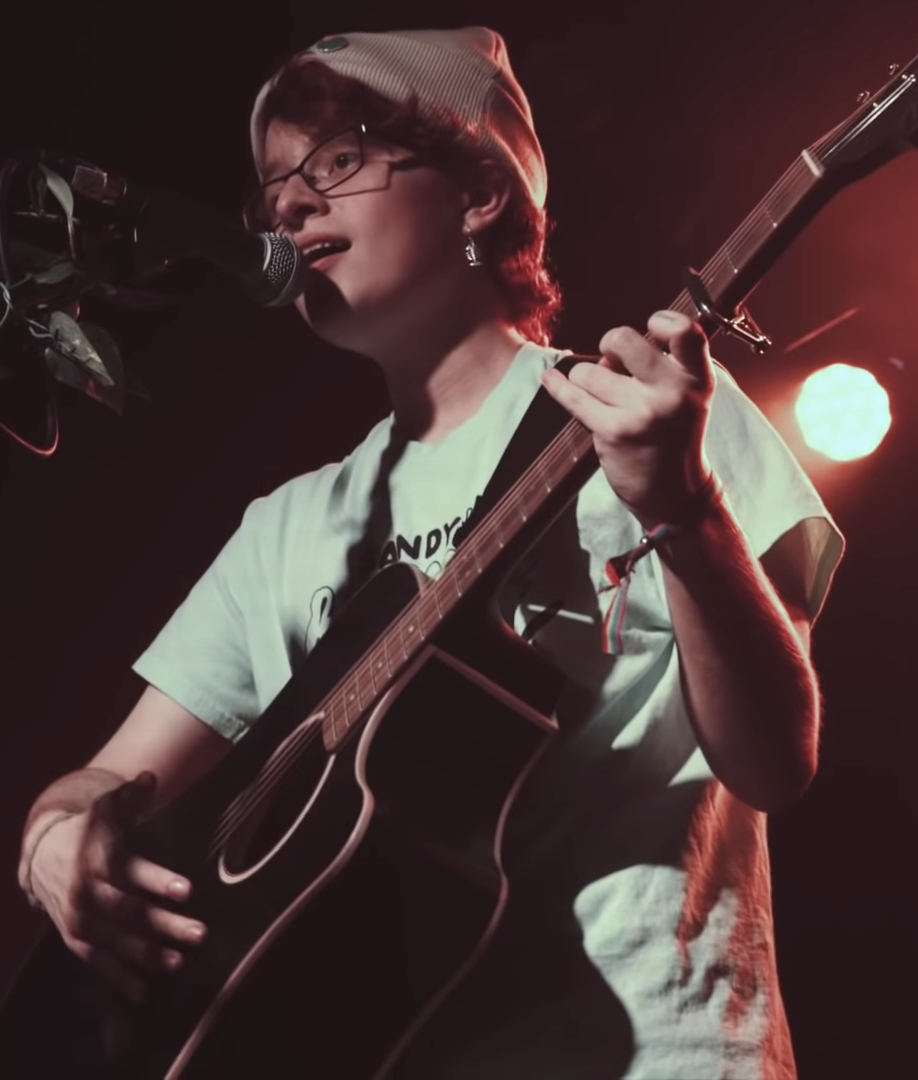
Cavetown

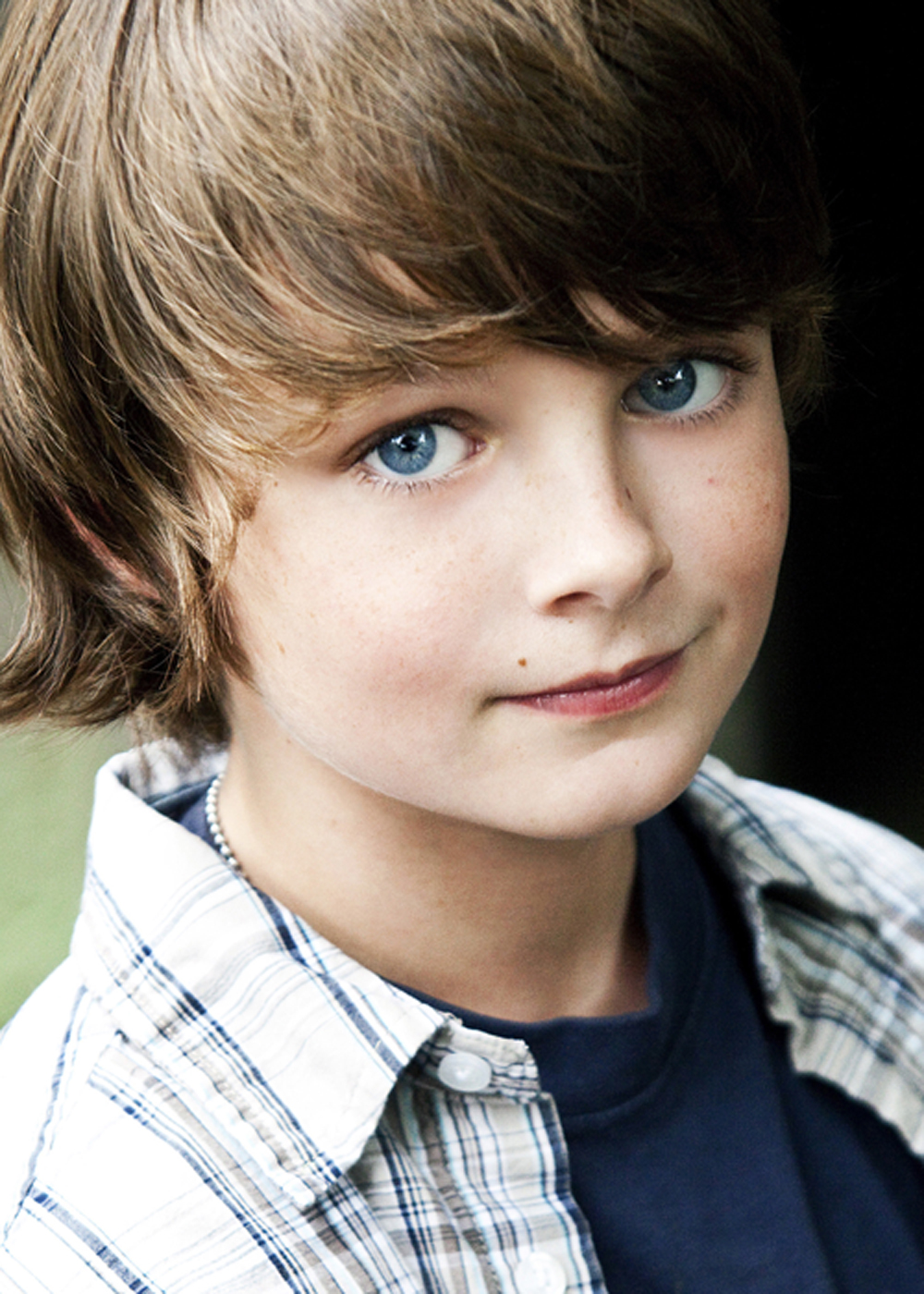
Chandler Canterbury

### Anteriores ao século XIX
- 0037 — Nero, imperador romano (m. 68).
- 0130 — Lúcio Vero, imperador romano (m. 169).
- 1242 — Munetaka, príncipe do Japão (m. 1274).
- 1291 — Aimão de Saboia, Conde de Savoia (m. 1343).
- 1370 — Olavo II da Dinamarca (m. 1387).
- 1447 — Alberto IV da Baviera, Duque da Germânia (m. 1508).
- 1488 — Fernando de Aragão, Duque da Calábria (m. 1550).
- 1515 — Maria da Saxónia, Duquesa da Pomerânia (m. 1583).
- 1531 — Bernardo Buontalenti, pintor e arquiteto italiano (m. 1608).
- 1533 — Owen Lewis, bispo católico galês (m. 1595).
- 1588 — Adolfo Frederico I de Meclemburgo-Schwerin (m. 1658).
- 1610 — David Teniers, o Jovem, pintor flamengo (m. 1690).
- 1657
  - Michel-Richard Delalande, compositor e organista francês (m. 1726).
  - Luís Tomás, Conde de Soissons (m. 1702).
- 1667 — Ernesto Luís de Hesse-Darmstadt (m. 1739).
- 1719 — Luís IX de Hesse-Darmstadt (m. 1790).
- 1722 — José I de Schwarzenberg (m. 1782).
- 1732 — Carl Gotthard Langhans, arquiteto alemão (m. 1808).
- 1734 — George Romney, pintor britânico (m. 1802).
- 1742 — Francisco Antonio García Carrasco, soldado espanhol (m. 1813).
- 1745 — Johann Gottfried Köhler, astrônomo alemão (m. 1801).
- 1754 — Usmã dã Fodio, escritor e filósofo árabe (m. 1817).
- 1756 — Madame de Saint-Huberty (m. 1812).
- 1768 — Mariana Vitória de Bragança, princesa portuguesa (m. 1788).
- 1778 — Godert, Barão de van der Capellen, estadista holandês (m. 1848).
- 1789 — Carlos Soublette, general e político venezuelano (m. 1870).
- 1792
  - Ulysses Freeman Doubleday, político norte-americano (m. 1866).
  - Algernon Percy, 4.º Duque de Northumberland (m. 1865).
- 1793 — Henry Charles Carey, economista norte-americano (m. 1879).
- 1794 — Francisco Leopoldo da Toscana (m. 1800).
- 1798 — Edward Burleson, militar e estadista norte-americano (m. 1851).

### Século XIX
- 1802
  - Jean-Daniel Colladon, físico suíço (m. 1893).
  - János Bolyai, matemático húngaro (m. 1860).
- 1804 — Giuseppe Frassinetti, beato católico romano (m. 1868).
- 1810 — Peter Andreas Munch, historiador e escritor norueguês (m. 1863).
- 1824 — Juliusz Kossak, pintor polonês (m. 1899).
- 1832 — Gustave Eiffel, engenheiro e arquiteto francês (m. 1923).
- 1834 — Charles Augustus Young, astrônomo norte-americano (m. 1908).
- 1837 — E. W. Bullinger, clérigo anglicano e professor bíblico (m. 1913).
- 1838 — Gustav Neumann, mestre do xadrez alemão (m. 1881).
- 1843 — Francisco Silvela y le Vielleuze, político espanhol (m. 1905).
- 1844 — Alfred East, pintor britânico (m. 1913).
- 1851 — Felix von Hartmann, arcebispo alemão (m. 1919).
- 1852 — Antoine Henri Becquerel, físico francês (m. 1908).
- 1855 — Ville Vallgren, escultor finlandês (m. 1940).
- 1859 — Ludwik Lejzer Zamenhof, oftalmologista polonês (m. 1917).
- 1860 — Niels Ryberg Finsen, médico dinamarquês (m. 1904).
- 1861
  - Pehr Evind Svinhufvud, político finlandês (m. 1944).
  - Charles Duryea, engenheiro americano (m. 1938).
- 1865 — John Woodroffe, diplomata e orientalista britânico (m. 1936).
- 1868 — Virgílio Cardoso de Oliveira, escritor brasileiro (m. 1935).
- 1870 — Josef Hoffmann, arquiteto tcheco (m. 1956).
- 1871 — John Stewart-Murray, 8.º Duque de Atholl (m. 1942).
- 1874 — Khalid bin Barghash de Zanzibar, sultão de Zanzibar (m. 1927).
- 1876 — Mário Brant, político brasileiro (m. 1968).
- 1880 — Jim Driscoll, pugilista britânico (m. 1925).
- 1887
  - Pieter Geyl, historiador neerlandês (m. 1966).
  - Theodor Busse, oficial alemão (m. 1986).
- 1888 — Maxwell Anderson, dramaturgo e autor norte-americano (m. 1959).
- 1890 — Harry Babcock, atleta norte-americano (m. 1965).
- 1892
  - J. Paul Getty, industrial estadunidense (m. 1976).
  - Raimundo Irineu Serra, seringueiro brasileiro (m. 1971).
- 1894 — Victor Brecheret, escultor brasileiro (m. 1955).
- 1896 — Margaret Bannerman, atriz de cinema mudo canadense (m. 1976).
- 1899
  - Harold Abrahams, atleta britânico (m. 1974).
  - Eusebia Palomino Yenes, religiosa e beata espanhola (m. 1935).

### Século XX

#### 1901—1950
- 1903 — Elisabeth Helena de Thurn e Taxis, princesa alemã (m. 1976).
- 1906
  - Romildo Etcheverry, futebolista paraguaio (m. 1967).
  - George W. Anderson, militar e diplomata norte-americano (m. 1992).
- 1907
  - Oscar Niemeyer, arquiteto brasileiro (m. 2012).
  - Gordon Douglas, cineasta estadunidense (m. 1993).
- 1908
  - Demetrio Neyra, futebolista peruano (m. 1957).
  - Gualberto Villarroel López, militar e político boliviano (m. 1946).
- 1911 — Stan Kenton, pianista e compositor norte-americano (m. 1979).
- 1913 — Masayoshi Ito, político japonês (m. 1994).
- 1914 — Carlos Hugo Christensen, cineasta argentino (m. 1999).
- 1916
  - Maurice Hugh Frederick Wilkins, fisiologista neozelandês (m. 2004).
  - Miguel Arraes, político brasileiro (m. 2005).
- 1917 — Hilde Zadek, cantora de ópera alemã (m. 2019).
- 1918 — Jeff Chandler, ator norte-americano (m. 1961).
- 1919 — Max Yasgur, fazendeiro norte-americano (m. 1973).
- 1921 — Alan Freed, cantor norte-americano (m. 1965).
- 1923
  - Uziel Gal, desenhista de armas israelense (m. 2002).
  - Pierre Cossette, produtor de televisão e teatro canadense (m. 2009).
  - Freeman Dyson, matemático e físico britânico (m. 2020).
- 1925 — Kasey Rogers, atriz norte-americana (m. 2006).
- 1926 — Leonor Bassères, escritora e autora brasileira (m. 2004).
- 1929 — Dina Abdul-Hamid, rainha jordaniana (m. 2019).
- 1930
  - Edna O'Brien, escritora irlandesa (m. 2024).
  - Padre Quevedo, padre jesuíta espanhol (m. 2019).
  - Antonietta Meo, beata católica italiana (m. 1937).
- 1933 — Gregório III Laham, patriarca ortodoxo greco-melquita.
- 1934
  - Abdullahi Yusuf Ahmed, político somali (m. 2012).
  - Mohammed Farah Aidid, político, diplomata e militar somali (m. 1996).
- 1936 — Joe D'Amato, cineasta italiano (m. 1999).
- 1937
  - Mutsuo Takahashi, escritor japonês.
  - Lorena Velázquez, atriz mexicana (m. 2024).
- 1938 — Juan Carlos Wasmosy Monti, empresário, engenheiro e político paraguaio.
- 1939
  - Aída Jacob Curi, estudante brasileira (m. 1958).
  - Yvonne Monlaur, atriz francesa (m. 2017).
- 1940 — Barbara Valentin, atriz austríaca (m. 2002).
- 1941
  - Jorma Kinnunen, ex-atleta finlandês de lançamento de dardo.
  - José Antonio Zaldúa, futebolista espanhol (m. 2018).
- 1942
  - Rolando García, ex-futebolista chileno.
  - Kathleen Blanco, política americana (m. 2019).
- 1944 — Chico Mendes, seringueiro, político e ativista ambiental brasileiro (m. 1988).
- 1946
  - Comunardo Niccolai, futebolista e treinador de futebol italiano (m. 2024).
  - Piet Schrijvers, futebolista neerlandês (m. 2022).
- 1947 — Valinhos, treinador de futebol e ex-futebolista brasileiro.
- 1948
  - António Garcia Barreto, escritor português.
  - Tasso Jereissati, empresário e político brasileiro.
  - Cassandra Harris, atriz norte-americana (m. 1991).
- 1949
  - Don Johnson, ator estadunidense.
  - Mafuila Mavuba, futebolista congolês (m. 1996).
- 1950
  - Sylvester James Gates, físico norte-americano.
  - Boris Gryzlov, político russo.

#### 1951—2000
- 1951 — Ione Borges, apresentadora de televisão brasileira.
- 1952
  - Allan Simonsen, ex-futebolista e treinador de futebol dinamarquês.
  - Warren Maxwell, ex-patinador artístico britânico.
  - Silas Rondeau, político brasileiro.
  - Carlos Alberto Freitas Barreto, político brasileiro.
- 1953 — András Sallay, ex-patinador artístico húngaro.
- 1954
  - Mark Warner, empresário e político norte-americano.
  - Oliver Heald, político britânico.
- 1955
  - Paul Simonon, músico britânico.
  - Conceição Rabha, política brasileira.
- 1956 — William Orbit, tecladista e produtor musical norte-americano.
- 1957
  - Vinicius Lages, político brasileiro.
  - Michèle Lamont, socióloga canadense.
  - Alexandre Louzada, carnavalesco brasileiro.
- 1958 — Marty Roth, ex-automobilista canadense.
- 1959 — José Roberto Figueroa, futebolista hondurenho (m. 2020).
- 1961
  - Reginald Hudlin, cineasta e produtor norte-americano.
  - Carlos Giannazi, político brasileiro.
  - Nick Beggs, músico britânico.
- 1962
  - Tim Gaines, baixista austríaco.
  - Silas Câmara, político brasileiro.
- 1963
  - Cristiana Oliveira, atriz brasileira.
  - Helen Slater, atriz norte-americana.
  - Dulce Miranda, política brasileira.
  - Pascal Mahé, ex-handebolista francês.
- 1964 — Kubatbek Boronov, político quirguiz.
- 1965
  - Maria de Lima, atriz portuguesa.
  - José Tolentino Mendonça, padre e teólogo português.
- 1966 — Molly Price, atriz norte-americana.
- 1967 —Philippe Chappuis, desenhista suíço.
- 1968
  - Garrett Wang, ator norte-americano.
  - Pat O´Brien, guitarrista norte-americano.
- 1969
  - Adriana Esteves, atriz brasileira.
  - Luís Miranda, ator brasileiro.
  - Eugène Beugré Yago, ex-futebolista marfinense.
  - Ulrich Köhler, cineasta alemão.
- 1970 — Michael Shanks, ator canadense.
- 1971
  - Milena Miconi, atriz italiana.
  - Julio Herrera Velutini, banqueiro venezuelano.
  - Arne Quinze, artista conceitual belga.
- 1972
  - Sete Gibernau, ex-motociclista espanhol.
  - Alexandra Tydings, atriz norte-americana.
  - Stuart Townsend, ator irlandês.
  - Lee Jung-jae, ator sul-coreano.
  - Rodney Harrison, ex-jogador de futebol norte-americano estadunidense.
  - Sascha Rossmüller, político alemão.
- 1973
  - Surya Bonaly, ex-patinadora artística francesa.
  - Jason Upton, músico cristão norte-americano.
- 1974 — Martin Djetou, ex-futebolista francês.
- 1975
  - Sérgio Paese, ex-automobilista brasileiro.
  - Cosmin Contra, ex-futebolista e treinador de futebol romeno.
- 1976
  - Baichung Bhutia, ex-futebolista indiano.
  - Aaron Miles, ex-jogador de beisebol norte-americano.
- 1977
  - Mehmet Aurélio, ex-futebolista e treinador de futebol brasileiro-turco.
  - Rohff, rapper francês.
  - Geoff Stults, ator norte-americano.
  - Larissa Fontaine, ex-ginasta norte-americana.
- 1978
  - Viviane Victorette, atriz brasileira.
  - Christophe Rochus, ex-tenista belga.
  - Mark Jansen, guitarrista e cantor neerlandês.
- 1979
  - Adam Brody, ator norte-americano.
  - Eric Young, lutador profissional canadense.
- 1980
  - Sergio Pizzorno, músico britânico.
  - Trish Thuy Trang, cantora e compositora vietnamita.
- 1981
  - Roman Pavlyuchenko, ex-futebolista russo.
  - Najoua Belyzel, cantora francesa.
  - Brendan Fletcher, ator canadense.
  - Michelle Dockery, atriz e modelo norte-americana.
  - Victoria Summer, atriz e modelo britânica.
  - Hossam Ghaly, ex-futebolista egípcio.
  - Paolo Lorenzi, ex-tenista italiano.
- 1982
  - George O. Gore II, ator norte-americano.
  - Borja García, automobilista espanhol.
  - Victor Gomes, árbitro de futebol sul-africano.
  - Charlie Cox, ator britânico.
  - Tatiana Perebiynis, tenista ucraniana.
- 1983
  - Brooke Fraser, cantora neozelandesa.
  - Wang Hao, mesa-tenista chinês.
  - Komlan Amewou, ex-futebolista togolês.
  - Ronnie Radke, cantor, compositor, músico e produtor americano.
  - César Arturo Ramos, árbitro de futebol mexicano.
  - René Goguen, lutador profissional franco-canadense.
  - Camilla Luddington, atriz britânica.
- 1984
  - Martin Škrtel, ex-futebolista eslovaco.
  - Max Green, músico norte-americano.
  - Douglas Lucena, advogado e político brasileiro.
  - John Murphy, ciclista norte-americano.
- 1985
  - Zoe Lee, remadora britânica.
  - Qasem Burhan, futebolista senegalês-catariano.
  - Ricardo Dias Acosta, futebolista brasileiro.
  - Matthias Fahrig, ginasta alemão.
- 1986
  - Keylor Navas, futebolista costarriquenho.
  - Sören Gonther, futebolista alemão.
  - Xiah Junsu, cantor sul-coreano.
- 1987
  - Mario Romancini, automobilista brasileiro.
  - Yosuke Kashiwagi, futebolista japonês.
  - Mandy Jiroux, atriz e modelo norte-americana.
- 1988
  - Steven N'Zonzi, futebolista francês.
  - Toni Šunjić, futebolista bósnio.
  - Stefan Karlsson, ex-futebolista sueco.
  - Emily Head, atriz inglesa.
  - Shawn Dou, ator chinês.
  - Erling Knudtzon, futebolista norueguês.
  - Floyd Ayité, futebolista francês.
  - Ricardo Alves, futebolista brasileiro.
  - Lady Leshurr, rapper e cantora britânica.
  - Kimora Blac, drag queen norte-americana.
- 1989
  - Darley, futebolista brasileiro.
  - Arina Rodionova, tenista russa.
  - Ryan McBride, futebolista britânico (m. 2017).
  - Marwan Mabrouk, futebolista líbio.
  - Ian Hogg, futebolista neozelandês.
  - Aaron Cresswell, futebolista britânico.
- 1990
  - Konsta Rasimus, futebolista finlandês.
  - Skye Lourie, atriz inglesa.
  - Dai Xiaoxiang, arqueiro chinês.
  - Henrique Campos Santos, futebolista brasileiro.
- 1991
  - Conor Daly, automobilista norte-americano.
  - William de Amorim, futebolista brasileiro.
  - Pierre-Michel Lasogga, futebolista alemão.
- 1992
  - Alex Telles, futebolista brasileiro.
  - Jesse Lingard, futebolista britânico.
  - Maximiliano Meza, futebolista argentino.
  - Famara Diédhiou, futebolista senegalês.
  - Kerli Kivilaan, cantora estoniana.
  - Marten van Riel, triatleta belga.
- 1993
  - Daniel Ochefu, jogador de basquete norte-americano.
  - Rachel Bootsma, nadadora norte-americana.
  - Yurie Nabeya, jogadora de volei japonesa.
  - Dayane Amaral, ginasta brasileira.
  - Jérémie Duvall, ator francês.
- 1994
  - Jason Brown, patinador artístico norte-americano.
  - Flora Ogilvy, membro da família real inglesa.
  - Klára Spilková, golfista tcheca.
- 1995
  - Alberto Abalde, jogador de basquete espanhol.
  - Perri Kiely, dançarino de rua britânico.
- 1996 — Oleksandr Zinchenko, futebolista ucraniano.
- 1997
  - Stefania Owen, atriz norte-americana.
  - Maude Apatow, atriz norte-americana.
  - Lina Larissa Strahl, atriz e cantora alemã.
  - Yuko Araki, atriz e modelo japonesa.
  - Magdalena Fręch, tenista polonesa.
- 1998
  - Chandler Canterbury, ator norte-americano.
  - Cavetown, cantor e compositor britânico.
  - Somkiat Chantra, motociclista tailandês.
- 1999 — Sebastian Berwick, ciclista australiano.

### Século XXI
- 2001 — Diljá, cantora islandesa.

## Mortes

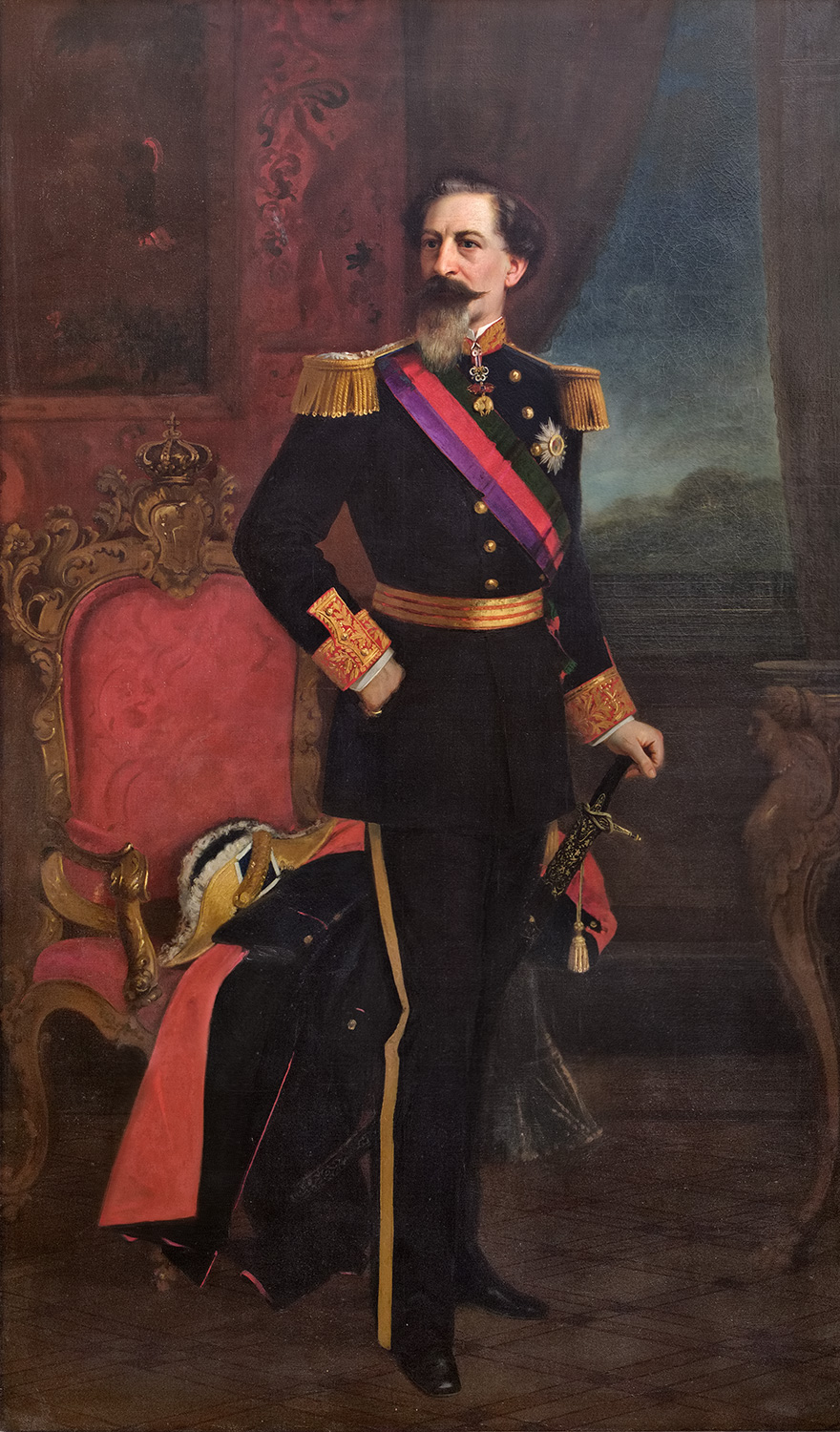
Fernando II de Portugal

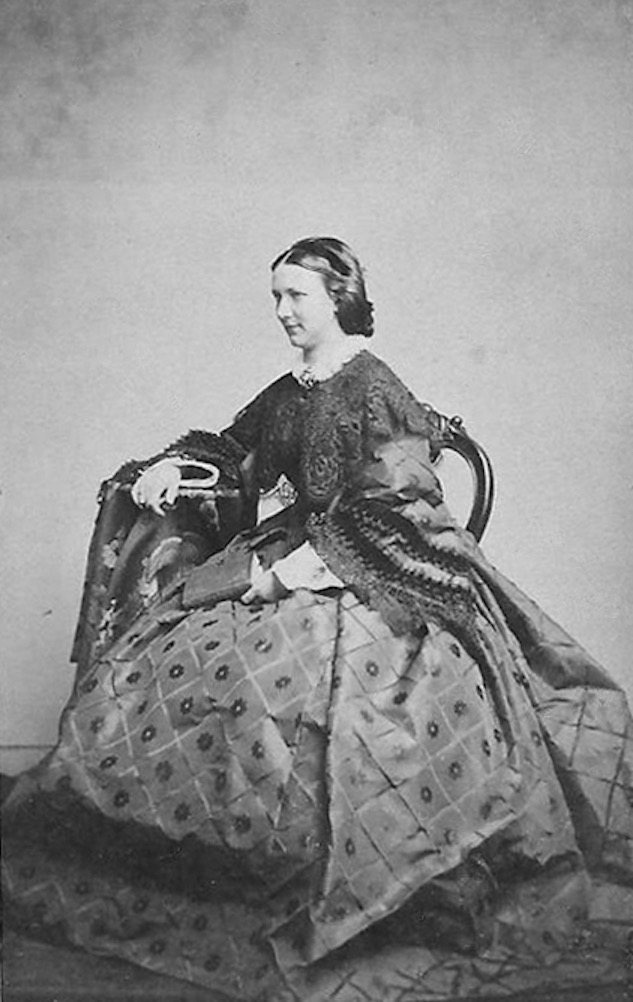
Carolina de Vasa

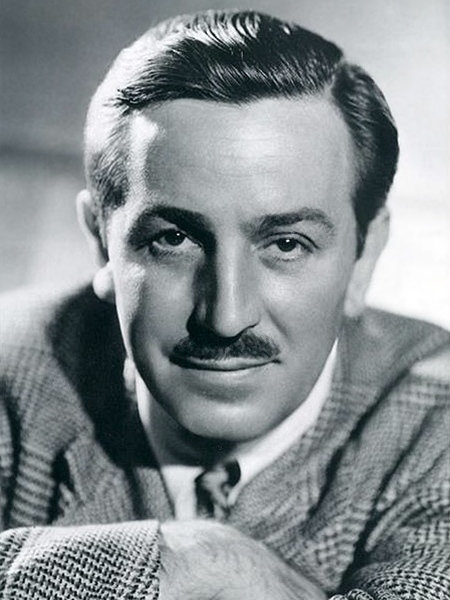
Walt Disney

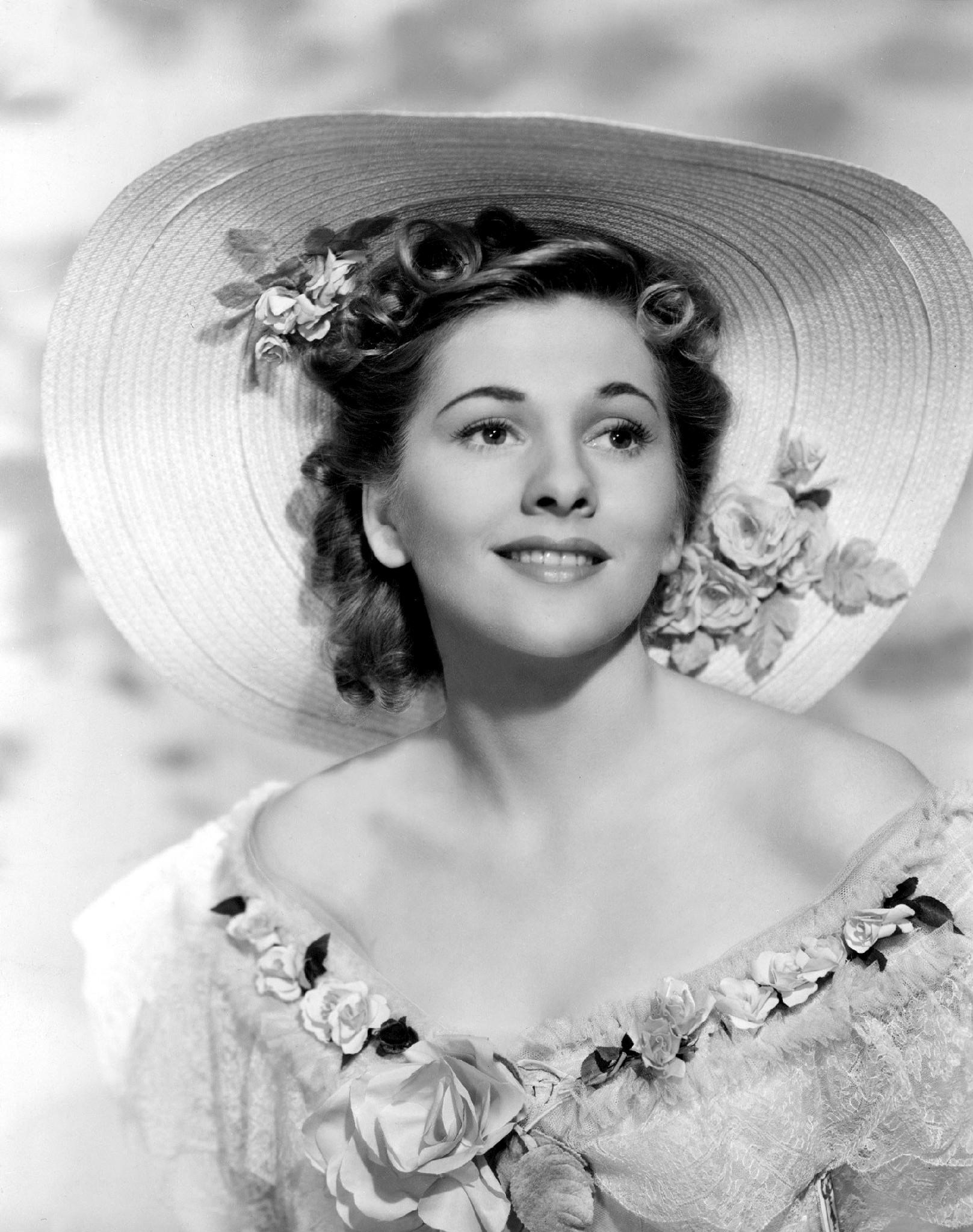
Joan Fontaine

### Anteriores ao século XIX
- 1025 — Basílio II Bulgaróctono, imperador bizantino (n. 958).
- 1230 — Otacar I da Boêmia (n. 1155).
- 1461 — Afonso I, Duque de Bragança (n. 1377).
- 1500 — Pero Vaz de Caminha, escritor português (n. 1450).
- 1598 — Philips van Marnix, escritor flamengo-holandês (n. 1540).
- 1673 — Margaret Cavendish, Duquesa de Newcastle-upon-Tyne (n. 1623).
- 1675 — Johannes Vermeer, pintor holandês (n. 1632).
- 1751 — Guilherme de São José António de Aranha, bispo católico português (n. 1686).
- 1799 — Henriqueta Catarina Inês de Anhalt-Dessau, nobre alemã (n. 1744)

### Século XIX
- 1805 — Caetano da Anunciação Brandão, bispo católico português (n. 1740).
- 1885 — Fernando II de Portugal (n. 1819).

### Século XX
- 1907 — Carolina de Vasa, rainha da Saxônia (n. 1833).
- 1909 — Francisco Tárrega, violonista espanhol (n. 1852).
- 1915 — Richard Webster, político e juiz britânico (n. 1842).
- 1944 — Glenn Miller, músico de jazz estadunidense (n. 1904).
- 1948 — João Tamagnini Barbosa, político português (n. 1883).
- 1958 — Wolfgang Pauli, cientista austríaco (n. 1900).
- 1966 — Walt Disney, desenhista norte-americano (n. 1901).
- 1970 — Ernest Marsden, físico britânico (n. 1889).
- 1989 — Charles Holland, ciclista britânico (n. 1908).

### Século XXI
- 2006 — Clay Regazzoni, automobilista suíço (n. 1939).
- 2007
  - Ryan Gracie, lutador brasileiro de jiu-jitsu (n. 1974).
  - Jean Bottéro, historiador francês (n. 1914).
- 2008
  - León Febres Cordero, político equatoriano (n. 1931).
  - Carlo Caracciolo, publicitário italiano (n. 1925).
- 2009
  - Arnaldo Ribeiro, bispo católico brasileiro (n. 1930).
  - Oral Roberts, religioso estadunidense (n. 1918).
- 2011 — Christopher Hitchens, jornalista e crítico literário britânico (n. 1949).
- 2013 — Joan Fontaine, atriz anglo-americana (n. 1917).
- 2017 — Ana María Vela Rubio, supercentenaria espanhola (n. 1901).
- 2019 — Nelson Hoineff, jornalista brasileiro (n. 1948).
- 2020 — Orlando Duarte, jornalista esportivo brasileiro (n. 1932).
- 2021 — Rogério Samora, ator português (n. 1959).
- 2024 — Fada Santoro, atriz brasileira (n. 1924).

## Feriados e eventos cíclicos

### Brasil
- Dia da Mulher Operadora do Direito (Dia da Advogada).
- Dia do Arquiteto e Urbanista (em homenagem a Oscar Niemeyer, nascido nesta data).
- Dia do Jardineiro.
- Dia Nacional da Economia Solidária.
- Fim do segundo período e sessão legislativos do Congresso Nacional brasileiro.

Aniversário de municípios
- Chiapetta (1965), Gramado (1954), Panambi (1954) e Osório (1857), no Rio Grande do Sul
- Anápolis (1887), em Goiás
- Baraúna (1958), no Rio Grande do Norte
- Bragança Paulista (1763), em São Paulo
- Itaituba (1856), no Pará
- Paulistana (1938), no Piauí

### Estados Unidos
- Dia da Declaração dos Direitos, nos Estados Unidos.

### Internacionais
- Dia do Esperanto, em honra de L. L. Zamenhof nascido nesta data.
- Dia Internacional do Chá.
- Dia do Reino, nos Países Baixos.
- Dia da Conscientização e Orgulho Demigênero

### Cristianismo
- Carlos Steeb
- Cristiana da Geórgia
- Maria Vittoria De Fornari Strata
- Mártires de Drina
- Nossa Senhora da Porta
- Susana
- Trifão de Pechenga
- Valeriano de Abbenza
- Virginia Centurione Bracelli

## Outros calendários
- No calendário romano era o 18.º dia (XVIII) antes das calendas de janeiro.
- No calendário litúrgico tem a letra dominical F para o dia da semana.
- No calendário gregoriano a epacta do dia é vi.
- No calendário juliano, 15 de dezembro seria 2 de dezembro.
- No calendário revolucionário francês, seria dia 25 do Frimário.
- No calendário judaico de 2018, 15 de dezembro será no dia 7 de Tevet.